# Ferdy Kisters
Ferdinand „Ferdy“ Kisters (* 29. Januar 1906 in Düsseldorf; † 16. Dezember 1985 ebenda) war ein deutscher Leichtathlet, der sich als Aktiver wie als Trainer auf den 400-Meter-Lauf spezialisiert hatte.

## Sportliche Karriere
Ferdy Kisters startete für den BC 05 Düsseldorf (1924 und 1927), für den SC 99 Düsseldorf (1926, 1931 und 1932), für den SV 99 Düsseldorf (1928 und 1929) und für den Post SV Düsseldorf (1930 und ab 1934). Bei Deutschen Meisterschaften siegte Ferdy Kisters 1930 in Berlin. 1937 in Berlin wurde er Zweiter hinter Erich Linnhoff. Von 1929 bis 1938 nahm Ferdy Kisters an sieben Länderkämpfen teil.
Von 1949 bis 1972 war Ferdy Kisters DLV-Trainer für den 400-Meter-Lauf. 1965 erhielt er die DLV-Nadel in Gold.

## Bestleistungen
- 200 Meter: 22,9 Sekunden am 17. Juli 1926 in Duisburg
- 400 Meter: 48,3 Sekunden am 21. Juni 1936 in Köln